# Fenómeno viral
Los fenómenos virales son objetos o patrones que pueden replicarse o convertir otros objetos en copias de sí mismos cuando estos están expuestos a ellos. Obtienen su nombre de la forma en que se propagan los virus. Esto se ha convertido en una forma común de describir cómo los pensamientos, la información y las tendencias se mueven hacia y a través de una población humana. «Medios virales» es otro término común cuya popularidad se ha visto impulsada por el rápido aumento de los sitios de redes sociales. A diferencia de los «medios de difusión», los «medios virales» utilizan metáforas virales de «infección» y «contaminación», lo que significa que el público juega como portadores pasivos en lugar de un papel activo para «difundir» los contenidos. Los memes son un ejemplo conocido de patrones virales informativos. 

## Historia de la terminología

### Meme
Richard Dawkins acuñó el término «meme» en su libro de 1976 The Selfish Gene. Tal como lo concibió Dawkins, un meme es una unidad de significado cultural, como una idea o un valor, que se transmite de una generación a otra. Cuando se le solicitó evaluar esta comparación, Lauren Ancel Meyers, profesora de biología en la Universidad de Texas, afirma que «los memes se propagan a través de las redes sociales en línea de manera similar a como lo hacen las enfermedades a través de poblaciones fuera de línea». Esta dispersión de los movimientos culturales se muestra a través de la difusión de memes en línea, especialmente cuando las tendencias aparentemente inocuas o triviales se propagan y mueren de manera rápida.

### Viral
«Viral» se refiere a un video, imagen o contenido escrito que se extiende a numerosos usuarios en línea en un corto período de tiempo. Si algo se vuelve viral, muchas personas lo discuten. Otra versión del término incluye el término acuñado por Douglas Rushkoff «virus de los medios» o «medios virales» que lo define como un tipo de caballo de Troya: «Las personas son engañadas para pasar una agenda oculta mientras circulan contenido convincente». Tony D. Sampson define los fenómenos virales como acumulaciones propagables de eventos, objetos y afectos que son contenido general creado por discursos populares que rodean la cultura de la red. En el tratado Simulacra and Simulation de 1981 de Jean Baudrillard, el filósofo describe An American Family, posiblemente la primera serie de televisión estilo «reality», como un marcador de una nueva era en la que el medio de televisión tiene una «presencia viral, endémica, crónica y alarmante». En 1964 en Understanding Media, el filósofo Marshall McLuhan describe la fotografía en particular, y la tecnología en general, como teniendo una «naturaleza potencialmente virulenta».

## Historia del contenido compartido

### Historia temprana

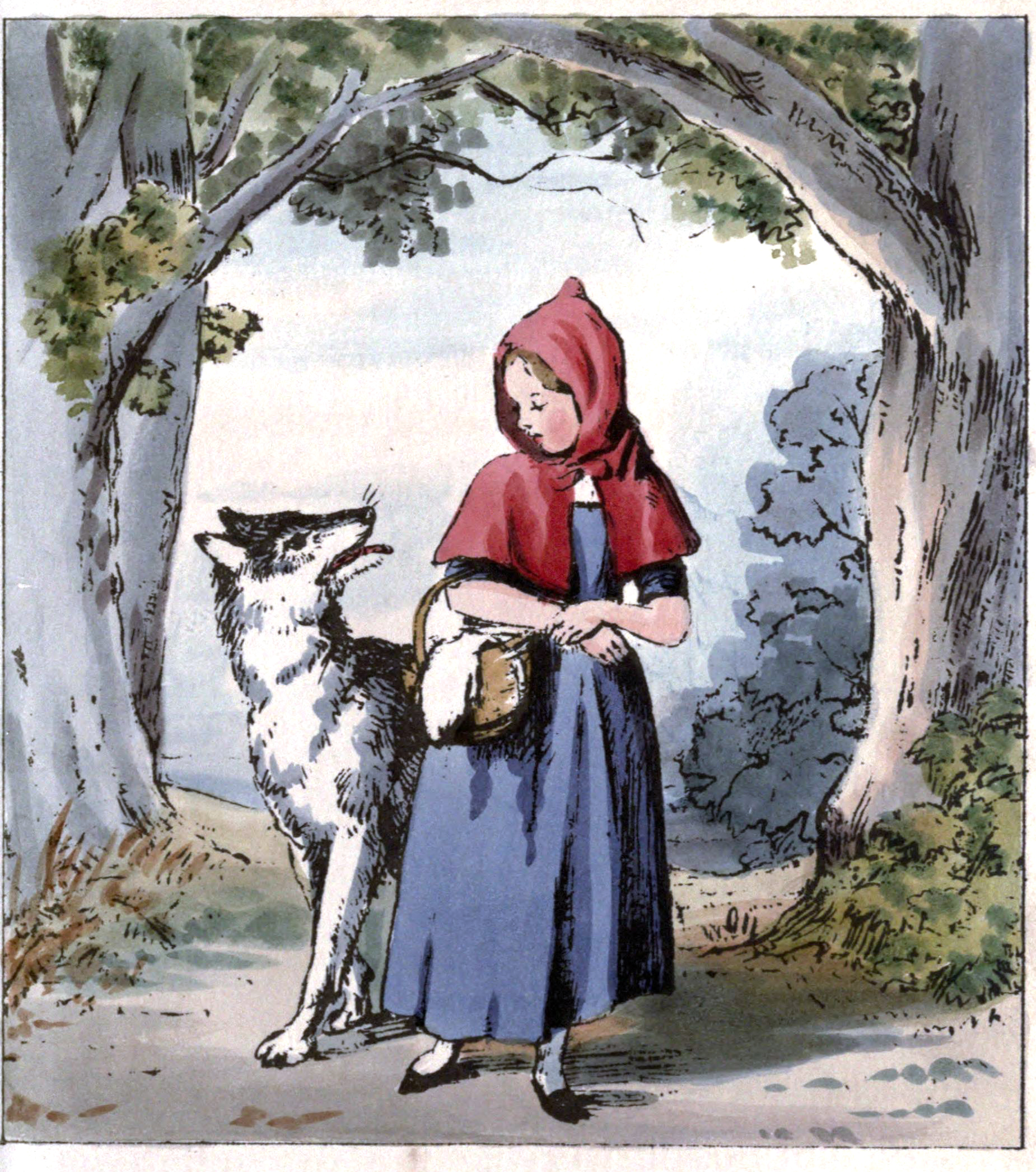
Caperucita Roja, un ejemplo de cuento popular

Antes de la escritura y aunque la mayoría de las personas eran analfabetas, el medio dominante para difundir los memes era la cultura oral, como los cuentos populares, las canciones populares y la poesía oral, que mutaron con el tiempo a medida que cada recuento presentaba una oportunidad para el cambio. La imprenta proporcionó una manera fácil de copiar textos escritos en lugar de manuscritos escritos a mano. En particular, los folletos podrían publicarse en solo uno o dos días, a diferencia de los libros que tomaron más tiempo. Por ejemplo, las Noventa y cinco tesis de Martín Lutero tardaron solo dos meses en extenderse por toda Europa. Un estudio de periódicos de los Estados Unidos en la década de 1800 encontró interés humano, historias de «noticias que puede usar» y artículos centrados en listas que circulaban a nivel nacional a medida que los periódicos locales se enviaban copias entre sí y seleccionaban contenido para reimpresión. Además, aunado a estos medios, también estaban las cartas en cadena repartidas por correo postal a lo largo del siglo XX. Las leyendas urbanas también comenzaron como memes de boca en boca. Al igual que los engaños, son ejemplos de falsedades que las personas creen y, como ellos, a menudo alcanzan una amplia notoriedad pública.

### CompuServe
Más allá del intercambio vocal, el siglo XX hizo grandes avances en la World Wide Web y la capacidad de compartir contenido. En 1979, el servicio de acceso telefónico a Internet proporcionado por la empresa CompuServe fue un jugador clave en las comunicaciones en línea y cómo la información comenzó a extenderse más allá de la impresión. Aquellos con acceso a una computadora en las primeras etapas no podían comprender el efecto completo que el acceso público a Internet podría o crearía. Es difícil recordar los tiempos de entrega de periódicos a los hogares de todo el país para recibir sus noticias del día, y fue cuando The Columbus Dispatch de Columbus, Ohio, rompió las barreras cuando se publicó por primera vez en formato en línea. El éxito previsto por CompuServe y Associated Press llevó a algunos de los periódicos más grandes a formar parte del movimiento para publicar las noticias en formato en línea. El intercambio de contenido en el mundo del periodismo trae nuevos avances a los aspectos virales de cómo se difunden las noticias en cuestión de segundos.

### Memes del internet
La creación de Internet permitió a los usuarios seleccionar y compartir contenido entre ellos de forma electrónica, proporcionando canales controlados nuevos, más rápidos y más descentralizados para difundir memes. Los reenvíos de correo electrónico son esencialmente memes de texto, que a menudo incluyen bromas, engaños, estafas por correo electrónico, versiones escritas de leyendas urbanas, mensajes políticos y cartas digitales en cadena; si se reenvían ampliamente, podrían llamarse «correos electrónicos virales». Las herramientas de edición de fotos para consumidores fáciles de usar, como Photoshop y sitios web de edición de imágenes, han facilitado la creación del género de la macro de imagen, donde una imagen popular se superpone con diferentes frases de texto humorísticas. Estos memes generalmente se crean con la fuente Impact. El crecimiento de sitios web para compartir videos como YouTube hizo posible videos virales.
A veces es difícil predecir qué imágenes y videos se «volverán virales»; a veces la creación de una nueva celebridad de Internet es una sorpresa repentina. Uno de los primeros videos virales documentados es «Numa Numa», un video de cámara web de Gary Brolsma, de 19 años, bailando y cantando la canción pop rumana «Dragostea Din Tei».
El intercambio de texto, imágenes, videos o enlaces a este contenido ha sido facilitado en gran medida por las redes sociales como Facebook y Twitter. Otros memes de mimetismo llevados por los medios de Internet incluyen hashtags, variaciones de idioma como errores ortográficos intencionales y modas como el planking. La popularidad y la distribución generalizada de los memes de Internet han llamado la atención de los anunciantes, creando el campo del marketing viral. Una persona, grupo o empresa que desee una publicidad rápida y barata puede crear un hashtag, imagen o video diseñado para volverse viral; muchos de estos intentos no tienen éxito, pero las pocas publicaciones que «se vuelven virales» generan mucha publicidad.